# Tambora
Tambora je 2,722 metra visok vulkan na otoku Sumbawa u Indoneziji, poznat po erupciji iz 1815. koja je bila jedna od najvećih vulkanskih erupcija u povijesti, i koja je pridonijela klimatski anomalijama 1816. zbog čega je ta godina nazvana godina bez ljeta.
Erupcija 1815. čula se je do 2000 km udaljenih naselja na otoku Sumatra, dok je stup vulkanskog pepela bio vidljiv s otoka Borneo, Sulawesi, Java i Molučkih otoka. Zbog uništavanja poljoprivrednih usjeva u široj regiji, do čega je došlo zbog izbacivanja vulkanskog pepela, nastupila je glad i došlo je do pojave bolesti. Prema procjenama, ukupan broj žrtava je bio oko 71,000, dok je broj stradalih izravno od erupcije iznosi oko 11 000-12 000. 